# Ekonomiåret 1969

## Händelser
- 16 september - Den svenska regeringen beslutar att konsumenterna skall få en egen ombudsman, Konsumentombudsmannen (KO).
- Saab och Scania slås ihop till Saab-Scania.[1]
- 1 november - Den orkan som i dagarna härjar i östra Sverige orsakar skador för miljoner svenska kronor.[2]
- Audi och NSU går ihop och bildar Audi NSU Auto Union AG.[3]

## Priser och utmärkelser
- 10 december – Ragnar Frisch, Norge och Jan Tinbergen, Nederländerna får Sveriges Riksbanks pris i ekonomisk vetenskap till Alfred Nobels minne.[4]

## Födda
- 2 februari – Dambisa Moyo, zambisk ekonom.
- 18 augusti – Austan Goolsbee, amerikansk nationalekonom.

## Avlidna
- 16 februari – Harry Hjörne, 75, svensk tidningsman.[2]